# José da Silva Lopes
José da Silva Lopes, né le 10 mai 1932 à Ourém et mort le 2 avril 2015 à Lisbonne, est un économiste et un homme politique portugais.

## Biographie
Diplômé en économie et finances de l'Instituto Superior de Ciências Económicas e Financeiras, il commence sa carrière au ministère de l'Économie en 1955, où il fait partie de l'équipe qui prépare l'adhésion du Portugal à l'Association européenne de libre-échange et au GATT. 
En 1969, il entre au conseil d'administration de la Caisse générale de dépôts, tout en dirigeant le cabinet d'étude et de planification du ministère des Finances. En 1972, il est chef-adjoint des négociations de libre-échange avec la Communauté économique européenne. 
En 1974 et 1975, après la Révolution des Œillets, il fait partie des premiers gouvernements provisoires : 
- Premier gouvernement provisoire (15 mai au 17 juillet 1974) : Secrétaire d'État aux Finances
- Deuxième gouvernement provisoire (17 juillet au 30 septembre 1974) : Ministre des Finances
- Troisième gouvernement provisoire (30 septembre 1974 au 26 mars 1975) : Ministre des Finances
- Quatrième gouvernement provisoire (26 mars au 8 août 1975) : Ministre du Commerce extérieur

De 1975 à 1980, il est gouverneur de la Banque du Portugal, tout en participant au troisième gouvernement constitutionnel (29 août au 22 novembre 1978), comme ministre des Finances et du Plan.
De 1985 à 1987, il est député pour le Parti rénovateur démocratique. Il préside ensuite diverses commissions de réforme du système fiscal et financier, puis préside le Conseil économique et social entre 1996 et 2003. 